# The Hamilton Mixtape
The Hamilton Mixtape ist ein 2016 bei Atlantic Records erschienenes Musikalbum. Das Mixtape enthält Coverversionen verschiedener Musikstücke aus dem Musical Hamilton sowie zuvor unveröffentlichte Songs.

## Titelliste
| Nr. | Titel                            | Künstler                                                   | Länge |
| --- | -------------------------------- | ---------------------------------------------------------- | ----- |
| 1.  | No John Trumbull (Intro)         | The Roots                                                  | 0:46  |
| 2.  | My Shot (Rise Up Remix)          | The Roots featuring Busta Rhymes, Joell Ortiz & Nate Ruess | 4:31  |
| 3.  | Wrote My Way Out                 | Nas, Dave East, Lin-Manuel Miranda & Aloe Blacc            | 4:21  |
| 4.  | Wait for It                      | Usher                                                      | 3:28  |
| 5.  | An Open Letter (Interlude)       | Watsky featuring Shockwave                                 | 1:08  |
| 6.  | Satisfied                        | Sia featuring Miguel & Queen Latifah                       | 5:18  |
| 7.  | Dear Theodosia                   | Regina Spektor featuring Ben Folds                         | 2:25  |
| 8.  | Valley Forge (demo)              | Lin-Manuel Miranda                                         | 2:46  |
| 9.  | It’s Quiet Uptown                | Kelly Clarkson                                             | 4:37  |
| 10. | That Would Be Enough             | Alicia Keys                                                | 4:04  |
| 11. | Immigrants (We Get the Job Done) | K’naan, Snow Tha Product, Riz MC & Residente               | 4:41  |
| 12. | You’ll Be Back                   | Jimmy Fallon & The Roots                                   | 4:10  |
| 13. | Helpless                         | Ashanti featuring Ja Rule                                  | 3:35  |
| 14. | Take a Break (Interlude)         | !llmind                                                    | 0:48  |
| 15. | Say Yes to This                  | Jill Scott                                                 | 3:50  |
| 16. | Congratulations                  | Dessa                                                      | 2:11  |
| 17. | Burn                             | Andra Day                                                  | 3:39  |
| 18. | Stay Alive (Interlude)           | J.Period & Stro Elliot                                     | 0:33  |
| 19. | Cabinet Battle 3 (demo)          | Lin-Manuel Miranda                                         | 2:49  |
| 20. | Washingtons by Your Side         | Wiz Khalifa                                                | 2:55  |
| 21. | History Has Its Eyes on You      | John Legend                                                | 3:16  |
| 22. | Who Tells Your Story             | The Roots featuring Common & Ingrid Michaelson             | 4:13  |
| 23. | Dear Theodosia (Reprise)         | Chance the Rapper & Francis and the Lights                 | 3:39  |

## Rezeption
The Hamilton Mixtape debütierte auf Platz 1 der Billboard Album-Charts.

### Kritiken
Das Album erhielt mittlere bis sehr gute Kritiken. Der Musikexpress vergab 4,5 von 6 möglichen Punkten. Die Zeitschrift schrieb, The Hamilton Mixtape habe im Kontext der amerikanischen Präsidentschaftswahlen „eine zusätzliche politische Aufwertung“ erfahren. Das „Star-Aufkommen garantier[e] höchste Qualität, aber keine musikalischen Revolutionen.“
Pitchfork vergab nur 4,8 von 10 möglichen Punkten. Dem Mixtape fehle „die nervenaufreibende Spannung“ des Musicals, es sei „ein weiterer Beleg, dass man Mirandas einzigartiges Werk nicht fotokopieren kann.“